# نيكولا بوفيه
نيكولا بوفيه (1812-1841) (بالإنجليزية: Nicolas Bové)‏ هو عالم نبات لوكسمبورغي.